# ظنبة
ظُنْبَة (الاسم العلمي: Heteropatella)، جنس فطور مجهرية من فصيلة المسمارية.